# Erigorgus romani
Erigorgus romani là một loài tò vò trong họ Ichneumonidae.